# Cespitularia infirmata
Cespitularia infirmata is een zachte koraalsoort uit de familie Xeniidae. De koraalsoort komt uit het geslacht Cespitularia. Cespitularia infirmata werd in 1977 voor het eerst wetenschappelijk beschreven door Verseveldt. 